# Belokuricha
Belokuricha (in russo Белокуриха?) è una città della Russia di circa 14.000 abitanti, situata sul fiume Belokuricha, nel Kraj di Altaj. La città è situata 320 chilometri da Barnaul. Fondata nel 1803, ha ottenuto lo status di città nel 1982.